# Ligataya

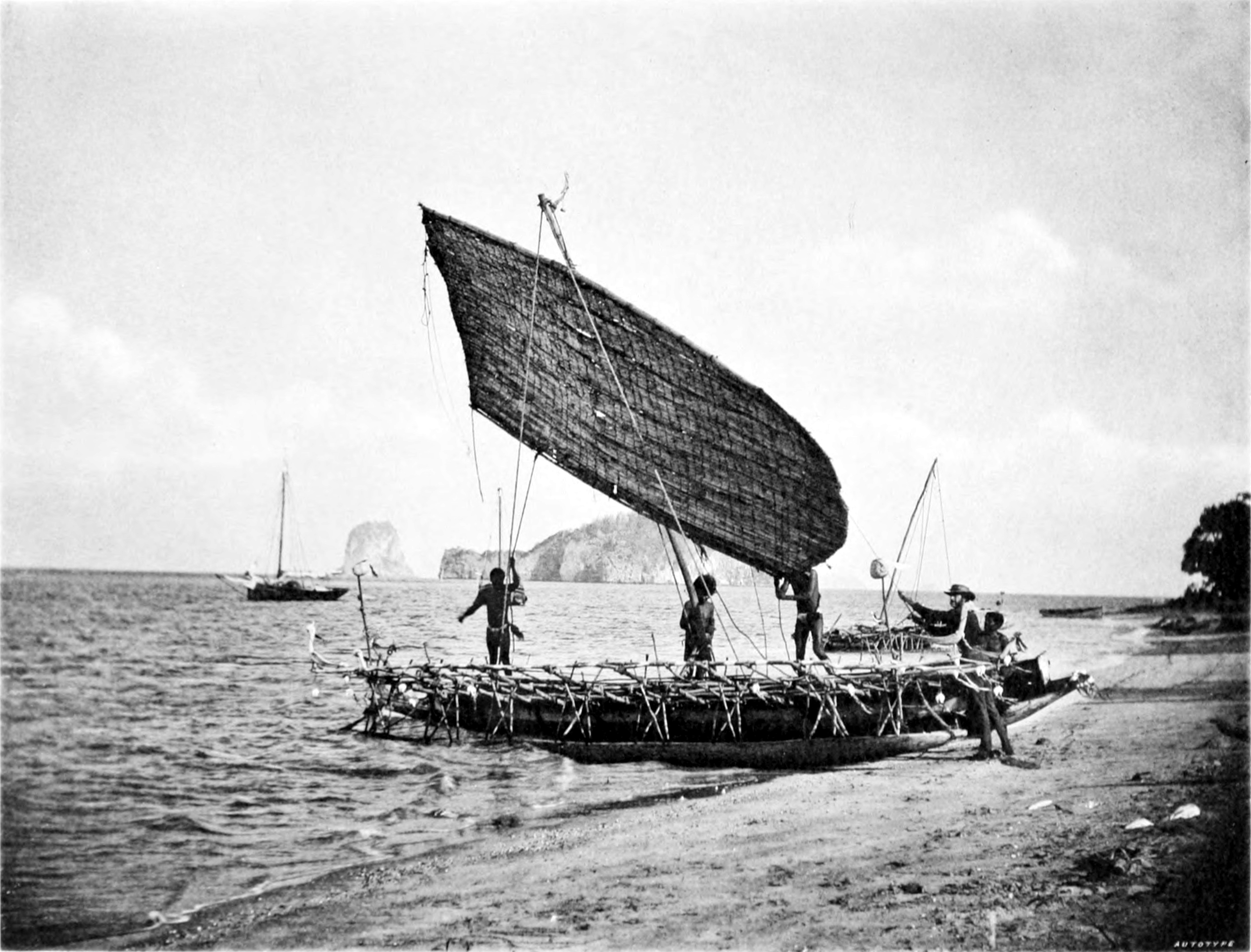
Canoë à balancier en Nouvelle Guinée

Un ligataya ou kalipoulo est un type de pirogue à balancier traditionnel, à double coque et voile austronésienne, utilisé sur les iles Trobriand sur la côte Est de Nouvelle-Guinée.
Ce petit voilier de taille comprise entre un kemolu et un masawa est utilisé pour la pèche et des trajets en mer, mais n'est pas aussi soigné et décoré qu'un masawa.